# 馮熙 (呉)
馮 熙（ふう き、生没年不詳）は、中国後漢末期から三国時代にかけての政治家。字は子柔。豫州潁川郡父城県（現在の河南省宝豊県）の人。後漢初期の名将馮異の末裔。

## 生涯
建安14年（209年）、孫権が車騎将軍に就任した際に東曹掾に任命され、その後立信都尉となった。黄武2年（223年）に劉備が死去すると、孫権は馮熙を弔問の使者として蜀に派遣した。帰国後に中大夫となった。
使者として魏に赴いた際、馮熙の見識の高さや弁舌の才を曹丕は警戒した。陳羣が馮熙と同郷であったので、恩賞をちらつかせて魏に寝返るよう説得させたが、馮熙はそれを拒んだため、曹丕は馮熙を捕えて摩陂に送った。
後に曹丕は馮熙を召還したが、馮熙は従わなかった場合に自身の命はもとより君命を辱められることを恐れ、洛陽に到着する前に自殺を図った。しかし、御者に気づかれたために死ねなかった。これを聞いた孫権は「蘇武と何が違うのだろうか？」と涙を流した。馮熙は終に呉に帰れず、魏において死去した。